# Hovedstadsområdet
 Denne artikel bør gennemlæses af en person med fagkendskab for at sikre den faglige korrekthed.

Begrebet Hovedstadsområdet bruges både i planloven og af Danmarks Statistik. Planloven og Danmarks Statistik definerer dog området på hver sin måde.
Begrebet Hovedstadsområdet anvendes også om den funktionelle by set ud fra arbejdsmarkedsforhold og pendleroplande.

## Planlovens definition
I planlovens §5h defineres Hovedstadsområdet som Region Hovedstaden, bortset fra Bornholms Regionskommune, samt Greve, Køge, Lejre, Roskilde, Solrød og Stevns kommuner. Denne definition danner grundlag for Fingerplanen, som dækker netop dette område.
Tidligere har ordet Hovedstadsområdet – eller HT-området – været brugt om København og Frederiksberg kommuner samt de nu nedlagte Frederiksborg, Roskilde og Københavns amter. Området var samlet under Hovedstadens Udviklingsråd, som også blev nedlagt ved strukturreformen pr. 1. januar 2007. Denne tidligere definition adskiller sig fra planlovens definition ved, at Stevns Kommune i Storstrøms Amt ikke var omfattet.

## Danmarks Statistiks definition
Danmarks Statistik bruger begrebet Hovedstadsområdet om Københavns sammenhængende byområde. Udstrækningen af området fremgår af deres kort over byområder og landdistrikter. (Zoom ind, lad musen glide hen over de mørkeblå områder, og se hvor der står 'Hovedstadsområdet i ... Kommune'). 
Området omfatter hele byområdet i kommunerne København, Frederiksberg, Albertslund, Brøndby, Gentofte, Gladsaxe, Glostrup, Herlev, Hvidovre, Rødovre og Tårnby samt dele af byområderne i kommunerne Ballerup, Furesø, Greve, Ishøj, Lyngby-Taarbæk, Rudersdal og Vallensbæk.
Pr. 1. januar 2009 bestod Hovedstadsområdet af følgende:
- København, 74.4 km2 (Se KMS kilde)- dog kun cirka 66.4 km2 hvis den ubebyggede del af Vestamager ikke medtælles.
- Frederiksberg, 8.1 km2
- Albertslund, 23.2 km2
- Brøndby, 24.5 km2
- Gentofte, 25.6 km2
- Gladsaxe, 24.9 km2
- Glostrup, 13.3 km2
- Herlev, 12.1 km2
- Hvidovre, 23.0 km2
- Lyngby-Taarbæk, 38.8 km2
- Rødovre, 12.1 km2
- Tårnby, 66.2 km2 – kun omkring cirka 25-30 km2 hvis Saltholm, Peberholm og den ubebyggede del af Vestamager ikke tælles som byområde.
- Vallensbæk, 9.5 km2

Total størrelse af de 13 hele kommuner er 355.7 km2 (og cirka 300 km2 foruden de ubebyggede arealer)
samt dele af disse kommuner:
- Ishøj – Ishøj By medregnes (18.898 indbyggere ud af 20.756)
- Greve – Greve Strand By medregnes (40.626 indbyggere ud af 47.672)
- Ballerup – (38.729 indbyggere ud af 47.398)
- Rudersdal – noget af gl. Søllerød Kommune medregnes (18.967 indb. ud af Rudersdals 53.915)
- Furesø – noget af gl. Værløse Kommune medregnes (3.640 indb. ud af Furesøs 37.864)

Hovedstadsområdet er delt mellem Region Hovedstaden og Region Sjælland, og området har 1.396.508 indbyggere  (2025). 
Eftersom de fem senere kommuner kun til dels indgår i Hovedstadsområdet bliver det vanskeligt at få et eksakt resultat af Hovedstadsområdets areal, men alle de fem "delte" kommunernes størrelse er 26,4 + 60,4 + 33,8 + 73,4 + 56,8 = 250,8 km2. Hvilket giver at Hovedstadens areal er maksimum 355,7 + 250,8 = 606,5 km2 stort og dermed har en befolkningstæthed på mindst 1.977,3 indbyggere per kvadratkilometer. Men da indgår fx Saltholm, Peberholm, det ubebyggede vestre Amager og store dele af de fem kommuner, der kun til dels tælles til byen. 
Til og med 1998 medregnede Danmarks Statistik betydeligt flere kommuner i Hovedstadsområdet, og altid hele kommuner. Fra 1999 blev kun det egentlige, sammenhængende byområde medregnet. Dette skyldes at Danmarks Statistik ønskede at levere en separat opgørelse over byområder som Solrød og Værløse, for at informationerne skulle være mere brugbare for virksomhedskæder. Hovedstadsområdet er således ikke blevet mindre, men opgørelsen er ændret. I 2007 blev Ishøj og Greve Strand igen inkluderet i Hovedstadsområdet efter at have været udskilt fra området siden 1999.
De yderste dele af Hovedstadsområdet er Kastrup, Tårnby, Karlslunde, Albertslund, Ballerup, Hareskovby, Holte (Rudegård), Øverød, Søllerød og Nærum – med grønne kiler der strækker sig ind til bl.a. Avedøre, Rødovre, Gladsaxe, Kongens Lyngby og Klampenborg,
Det område som Danmarks Statistik definerer som Hovedstadsområdet, omtales I andre sammenhænge som Storkøbenhavn eller blot København.